# Artemisia barrelieri
Artemisia barrelieri és una espècie de planta amb flors del gènere Artemisia dins la família de les asteràcies nativa de l'est i el sud de la península Ibèrica i del Marroc. El nom del gènere, deriva d'Artemísia II de Cària, reconeguda com a botànica. L'epítet específic atorgat en honor de Jacques Barrelier, autor de diverses obres botàniques del segle xvii.

## Morfologia
Planta aromàtica, poc pilosa (amb l'excepció de la rama jove), de 20 a 60 cm d'alt amb les fulles amb segments amplament linears (0,3-0,6 mm d'amplada). Floreix d'octubre a juny. Viu en matollars més o menys nitròfils en llocs secs i assolellats, des del nivell del mar fins als 300 m d'altitud.

## Taxonomia
Artemisia barrelieri va ser descrita per Wilibald Swibert Joseph Gottlieb von Besser i publicada en el Bulletin de la Société Impériale des Naturalistes de Moscou l'any 1836.
Els següents noms científics són sinònims d'A. barrelieri:
- Artemisia costae Sennen
- Seriphidium barrelieri (Besser) Soják